# Euryparasitus laxiventralis
Euryparasitus laxiventralis är en spindeldjursart som beskrevs av Gu och Guo 1995. Euryparasitus laxiventralis ingår i släktet Euryparasitus och familjen Ologamasidae. Inga underarter finns listade i Catalogue of Life.